# Галльсберг
Галльсберг (швед. Hallsberg) — містечко (tätort, міське поселення) на Півдні Швеції в лені  Еребру. Адміністративний центр комуни Галльсберг.

## Географія
Містечко знаходиться у центральній частині лена  Еребру за 160 км на захід від Стокгольма.

## Історія
Поселення зростало навколо залізничного вузла, що й досі є основним рушієм розвитку міста.
У 1908 році Галльсберг отримав статус чепінга (торговельного містечка).

## Герб міста
Герб торговельного містечка (чепінга) Галльсберг отримав королівське затвердження 1950 року. 
Сюжет герба: у червоному полі три золоті навісні замки з чорними ключовими отворами, з’єднані між собою в трикутник. Мотив герба походить з парафіяльної печатки з 1790-х років. Тепер також уособлює Галльсберг як залізничний вузол.
Після адміністративно-територіальної реформи, проведеної в Швеції на початку 1970-х років, муніципальні герби стали використовуватися лишень комунами. Цей герб був 1971 року перебраний для нової комуни Галльсберг. 

## Населення
Населення становить 8 421 мешканців (2018). 

## Економіка
Галльсберг є одним із найбільших залізничних вузлів Швеції. Місцевий залізничний вокзал було відкрито 1862 року. 
Тут також знаходиться найбільша сортувальна станція. 

## Галерея

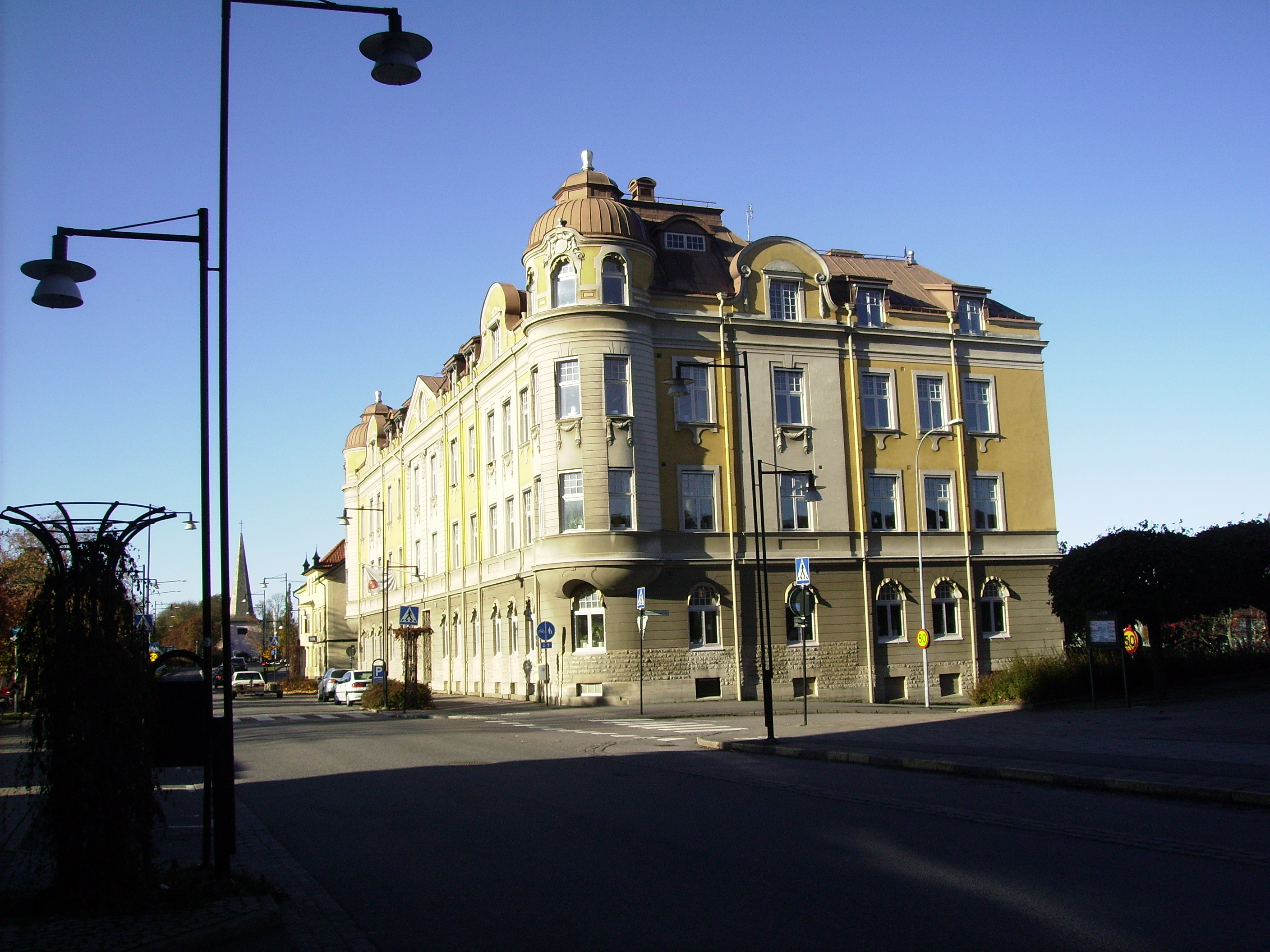
Управа комуни
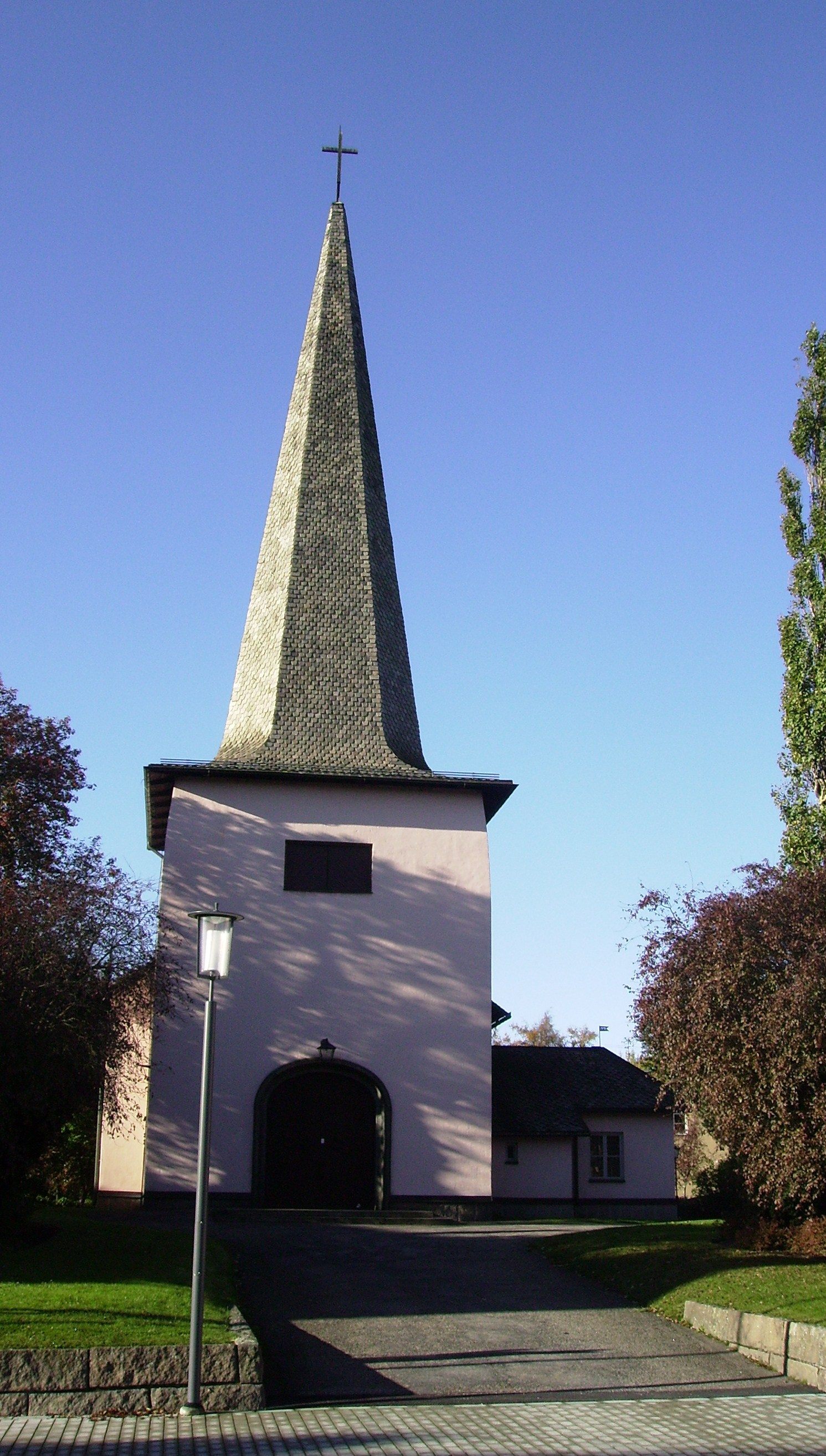
Церква
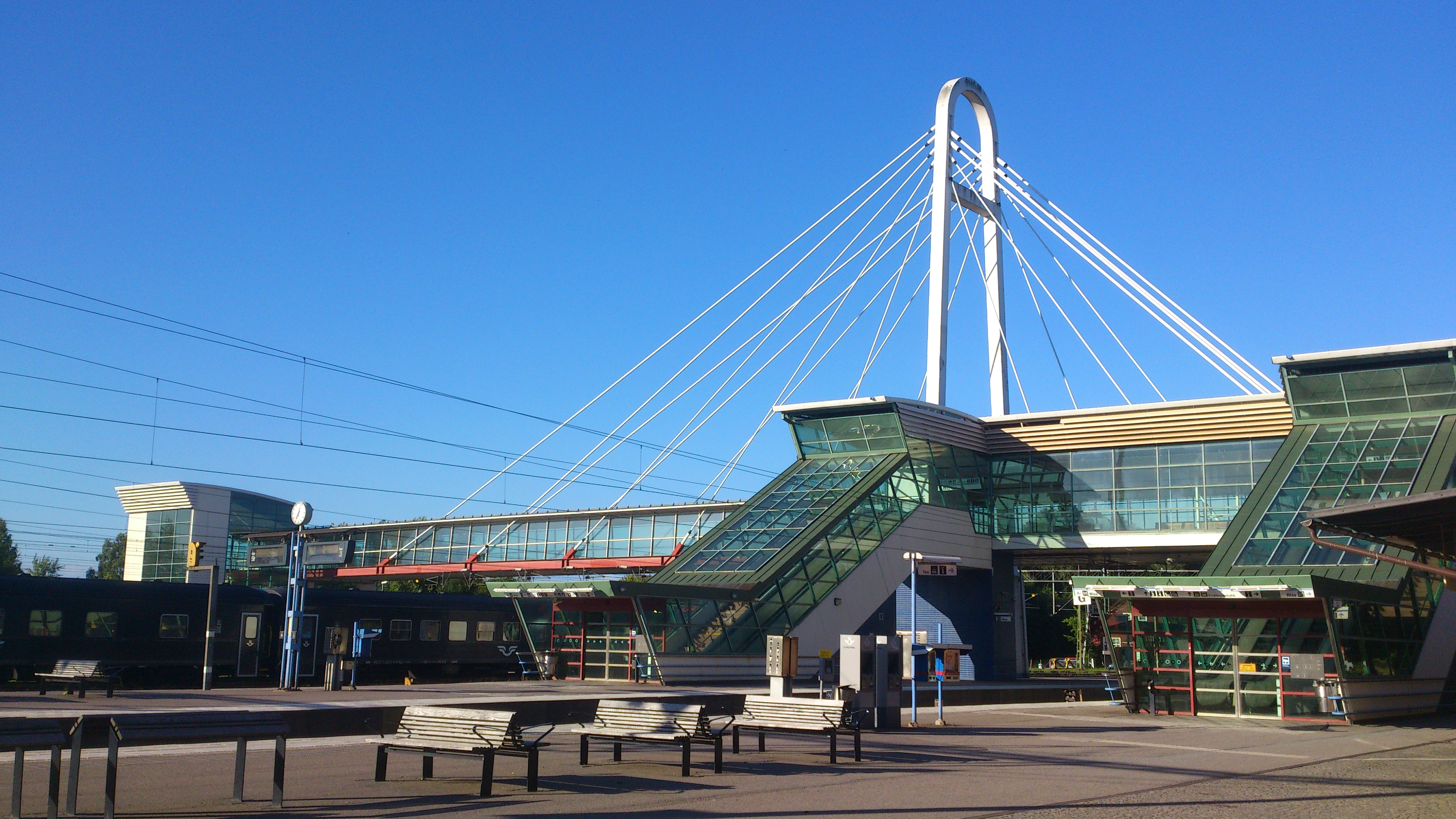
Залізнична станція
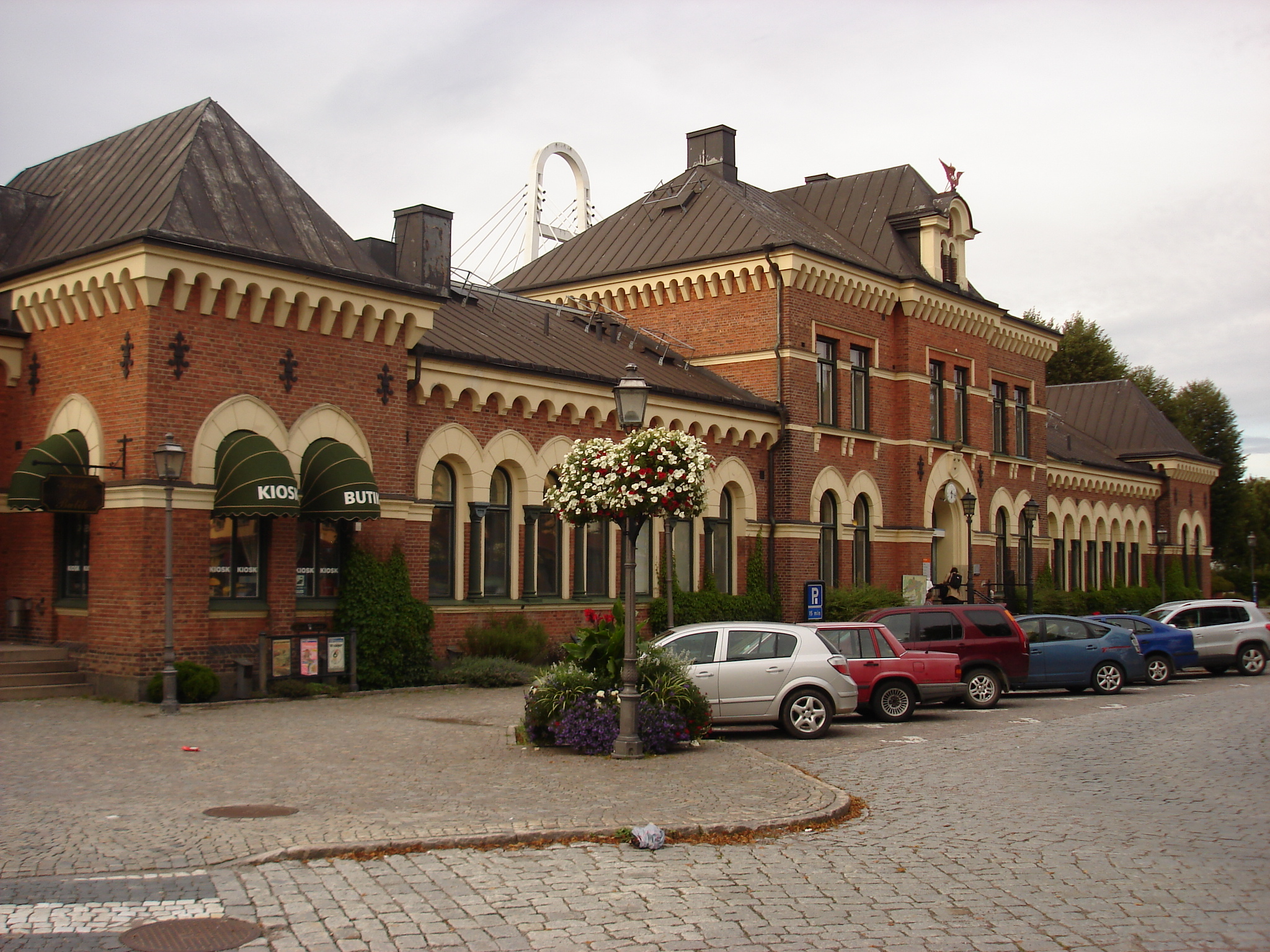
Вокзал

## Покликання
- Сайт комуни Галльсберг [Архівовано 15 січня 2021 у Wayback Machine.]